# Battaglia di Fort Hindman
La battaglia di Fort Hindman (detta anche battaglia di Arkansas Post) è stata un episodio della campagna di Vicksburg della guerra di secessione americana

## Contesto militare
Nel tentativo di impedire che l'esercito dell'Unione prendesse Little Rock e il fiume Arkansas, l'esercito sudista costruì una fortificazione a circa 60 km a sud di Pine Bluff.
Il forte venne chiamato Fort Hindman in onore del generale Thomas C. Hindman e fu dotato di circa 5 000 uomini provenienti principalmente dalla cavalleria del Texas che vennero successivamente sostituiti da tre brigate di fanteria dell'Arkansas sotto il comando del brigadiere generale Thomas James Churchill.
Nel frattempo, il generale maggiore McClernand ricevette il permesso dal presidente Lincoln di lanciare un'ampia offensiva contro Vicksburg (in Mississippi) partendo da Memphis (in Tennessee).
Il 4 gennaio, ricevuti circa 33 000 uomini dell'Armata del Tennessee sotto il comando del generale maggiore William Tecumseh Sherman, McClernand invece di attaccare Vicksburg, lanciò un'offensiva via mare e via terra contro Arkansas Post.

## La battaglia
La sera del 9 gennaio le navi nordiste arrivarono ad Arkansas Post mentre la fanteria giungeva nei pressi di Fort Hindman. Dopo un duro bombardamento navale, i confederati furono costretti ad arrendersi nonostante il comandante sudista Churchill avesse ordinato di resistere ad ogni costo.

## Conseguenze
La sconfitta ad Arkansas Post costò alle forze sudiste la perdita di un quarto dei propri uomini dispiegati in Arkansas. I confederati inoltre persero il controllo di una delle principali piazzeforti lungo il corso del fiume Mississippi.
Da parte sua il comandante dell'Armata del Tennessee, il generale Grant, era furioso del comportamento di McClernand che aveva perso oltre mille uomini tra morti e feriti in un attacco che non rientrava nella strategia generale. Grant decise dunque di assumere personalmente il comando della campagna di Vicksburg.